# Dicranum serrulatum
Dicranum serrulatum là một loài Rêu trong họ Dicranaceae. Loài này được (Brid.) Hampe mô tả khoa học đầu tiên năm 1879.